# Blanco Orejinegro
Blanco orejinegro est une race bovine originaire de Colombie. Elle porte le diminutif BON ou le nom de Ganado Antioqueno.

## Origine

### Étymologie
En espagnol, blanco orejinegro signifie blanche à oreilles noires.

### Géographique
Elle provient des départements d'Antioquia, Caldas, Cauca,  Cundinamarca, Huila, Quindío, Risaralda, Tolima et Valle del Cauca au nord-ouest de la Colombie. C'est une région montagneuse, entre 800 et 1800 m d'altitude.

### Historique
Les premiers bovins sont arrivés en Colombie en provenance d'Espagne par les ports de Carthagène et Santa Marta. Il s'agissait d'animaux de race du rameau ibérique. Cette population a donné toutes les races actuelles colombiennes, par différenciation de caractéristique au cours des siècles en fonction des différentes région climatique et topographique.
La présence du pelage blanc peut être expliqué par métissage de vaches criollo avec des races européennes blanches, comme la berrenda espagnole, la fjall de Suède ou les white park et british white britanniques ; l'hypothèse la plus probable est la berrenda de même origine espagnole que le bétail criollo de base. Ces races métissées ont donné au fil des siècles une race bien adaptée à sa zone d'élevage.
La naissance officielle de la race date de 1890 et de l'ouverture du herd-book.

## Morphologie
Comme son nom l'indique, c'est une race blanche à oreilles noires. Cependant, même si 55 % des animaux sont blancs, le pelage est plutôt gris argent moucheté de noir et même 3-4 % sont rouges. Les muqueuses sont sombres : muffle, base des cornes, mamelles, anus, vulve et scrotum. Les veaux naissent avec une peau rose et elle fonce pour devenir noire au bout de deux ans. 
La vache mesure 125 cm et pèse environ 450 kg et le taureau 135 cm pour entre 650 kg en moyenne.

## Aptitudes
C'est une race élevée pour sa viande, réputée pour sa tendreté et le faible taux de gras. 
Elle a aussi servir comme animal de trait et peut donner un peu de lait. Comme bête de somme, elle montre une bonne puissance de traction et de portage avec un pied sûr en région montagneuse.
La race est naturellement résistante à Dermatobia hominis, un parasite fréquent en Amérique latine. Elle est rustique et peut se contenter de fourrage grossier poussant en terrain pauvre. La vache a un bon taux de survie des veaux. Elle bénéficie d'une bonne longévité et d'un bon taux de vêlage
C'est aussi une bonne race comme support de croisement avec des races zébuines pour la viande et la holstein pour la production laitière.

## Effectif
La population de blanco orejinegro était de 2 866 animaux en 1999.

## Sources